# Wankdorfstadion
|  | No s'ha de confondre amb Stadion Wankdorf. |

L'Estadi Wankdorf, més conegut com a Wankdorfstadion, fou un estadi de futbol de la ciutat de Berna, a Suïssa.
Va ser inaugurat l'any 1925 i va ser seu de la Copa del Món de Futbol de 1954 i de la final de la Copa d'Europa de 1961, en la qual el SL Benfica guanyà el FC Barcelona per 3 a 2. Aquesta final fou famosa perquè el Barça envià quatre pilotes als pals, que eren quadrats. Anys més tard, els pals de les porteries passaren a ser rodons. Posteriorment l'estadi veuria com guanyava Johan Cruyff el primer trofeu a la banqueta blaugrana, en la final de la Recopa d'Europa de 1989 entre la UC Sampdoria i el Barça, un partit que seria l'inici de l'èxit del “Dream Team”.
Fou la seu del club BSC Young Boys fins al 2001, any en què fou clausurat i demolit. Fou reemplaçat per l'Stade de Suisse.

## Referències

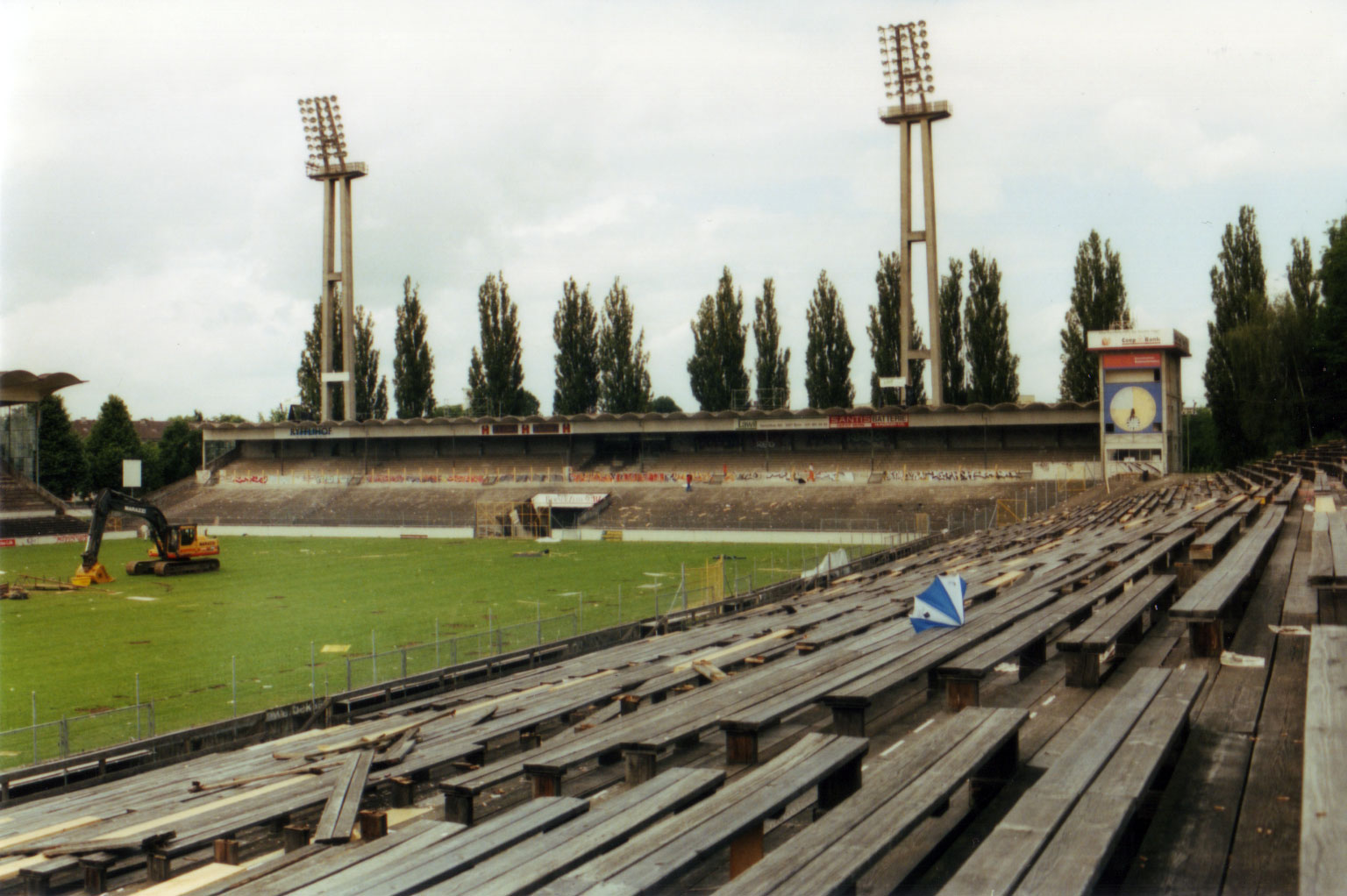
Imatge de l'estadi durant la demolició el 2001.